# El Guettar
El Guettar, scritto anche El Kettar, (in arabo القطار‎?) è una città  del centro della Tunisia.
Fa parte del governatorato di Gafsa e  della delegazione di El Guettar. 
La città si sviluppa in prossimità di un'oasi di 450 ettari situata ai piedi del massiccio montagnoso di Djebel Orbata (1 165 metri) ed in prossimità di una sebkha. L'oasi è famosa per i suoi pistacchi.

## Storia

### Preistoria
Il sito musteriano di El Guettar (risalente a più di 4.000 anni fa) ha una struttura formata da un gruppo di pietre rotonde disposte a cono di circa 75 cm di altezza con un diametro di 130 centimetri. Queste pietre rotonde, di calcare e di selce, a volte presentano delle facce di diversa forma. Esse sono associate ad ossa e denti di animali, e altri oggetti di selce che presentano delle punte pedunculate. Michel Gruet, l'archeologo che l'ha scoperta, interpreta questa struttura come un edificio realizzato come offerta per la sorgente vicina, oggi asciutta, e traduce un sentimento religioso o magico. È conosciuta come l'Hermaïon di El Guettar, con riferimento al mucchio di pietre erette nell'antichità in connessione con il culto di Ermete. Oggi è in esposizioni presso il Museo nazionale del Bardo

### Seconda guerra mondiale
La città è conosciuta nella storia contemporanea per esser stata il luogo della Battaglia di El Guettar, episodio della seconda guerra mondiale, durante la campagna di Tunisia, nel 1943.